# Raionul Velîka Mîhailivka
Raionul Velîka Mîhailivka (în ucraineană Великомихайлівський район) este unul din cele 26 raioane administrative din regiunea Odesa din Ucraina, cu reședința în orașul Velîka Mîhailivka (Grosu în română).

## Geografie
Raionul se învecineazǎ cu Republica Moldova în vest, raionul Frunzivka în nord, cu raionul Șiriaeve în nord-est și cu raioanele Rozdilna și Ivanivka în sud. Este situat în câmpia Nistrului Inferior (altitudinile maxime variază între 50 – 110 m), din care cauză relieful raionului este unul nivelat, prielnic pentru agricultură. Distanța până la centrul regionional, Odesa este de 86 km.
Clima temperat-continentalǎ este specifică raionului cu o temperatură medie a lunii ianuarie de -3.8 °C, a lunii iulie +20.4 °C, temperatura medie anualǎ +9.1 °C.

## Demografie
Componența lingvistică a raionului Velîka Mîhailivka
     Ucraineană (80,36%)
     Rusă (15,36%)
     Română (2,95%)
     Alte limbi (0,74%)
Conform recensământului din 2001, majoritatea populației raionului Velîka Mîhailivka era vorbitoare de ucraineană (80,36%), existând în minoritate și vorbitori de rusă (15,36%) și română (2,95%).
La 1 octombrie 2011 populația raionului era de 31,037 persoane. Populația urbană constituie 8,775 persoane (26.8%), cea rurală 23,912 persoane (73.2%). În total există 82 de așezări.
Potrivit recensământului ucrainean din 2001, populația raionului era de 32,687 locuitori. Structura etnică:
| Grup etnic            | Populație | % Procentaj |
| --------------------- | --------- | ----------- |
| Ucraineni             | 25,900    | 79.4%       |
| Ruși                  | 4,700     | 14.5%       |
| Moldoveni (declarați) | 1,200     | 3.8%        |
| Bulgari               | 300       | 1.1%        |
| Armeni                | 100       | 0.3%        |